# E-codices

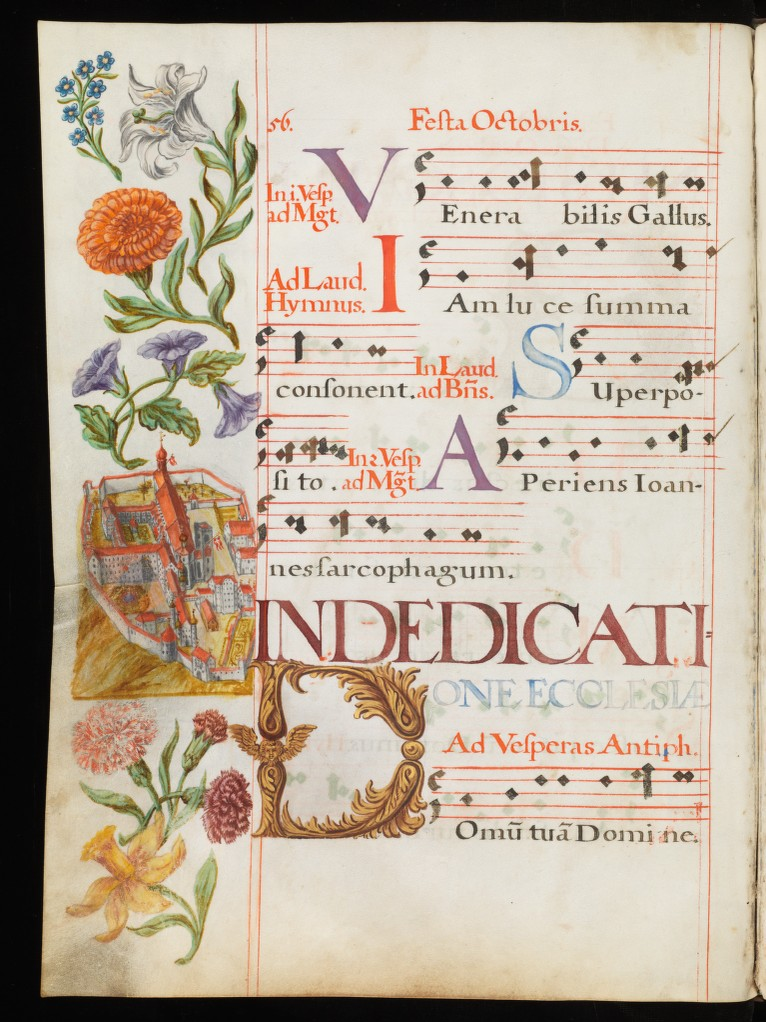
Der Codex Sangallensis 1425B aus der Stiftsbibliothek St. Gallen – eine von vielen Handschriften, die über e-codices für jedermann zugänglich sind.

Das Projekt e-codices – Virtuelle Handschriftenbibliothek der Schweiz wurde an der Universität Freiburg im Üechtland im Rahmen des Mediävistischen Instituts (Zentrum für Handschriftenforschung) gegründet und bietet auf seiner Internetseite mittelalterliche Handschriften aus verschiedenen Schweizer Sammlungen zur kostenlosen Betrachtung an.
Ziel von e-codices ist es, die mittelalterlichen Handschriften der Schweiz durch eine virtuelle Bibliothek zu erschließen. Die integralen digitalen Reproduktionen der Handschriften sind dort mit wissenschaftlichen Beschreibungen verknüpft. Das Angebot richtet sich an die handschriftenorientierte Forschung, aber auch an interessierte Laien. Das derzeitige Angebot an digitalisierten Handschriften setzt sich unter anderem aus den Ergebnissen dieser Teilprojekte zusammen:

## Bedeutung
In der Schweiz bewahren mehr als hundert öffentliche und kirchliche Bibliotheken, Archive und Museen über 7500 Handschriften auf, die in lateinischer Schrift geschrieben und zwischen dem 5. und dem Ende des 15. Jahrhunderts entstanden sind. Rund 70 Prozent davon gehören zu den Beständen der sechs folgenden Bibliotheken: der Universitätsbibliothek Basel (1750 Manuskripte), der Stiftsbibliothek St. Gallen (1500 Manuskripte), der Berner Burgerbibliothek (850 Manuskripte), der Zentralbibliothek Zürich (650 Manuskripte), der Stiftsbibliothek Einsiedeln (450 Manuskripte) und der Bibliothèque de Genève (250 Manuskripte). Herausragend ist vor allem die eindrückliche Anzahl vorkarolingischer und karolingischer Handschriften. Bis Anfang 2020 wurden davon ungefähr 1650 mittelalterliche Codices auf dem schweizerischen Handschriftenportal e-codices digital publiziert. Bis am 1. Januar 2021 waren 3270 Handschriften digitalisiert, davon 2539 online verfügbar, beteiligt waren 97 kooperierende Bibliotheken und mehrere Privatbibliotheken. Insgesamt existierten 3107 Handschriftenbeschreibungen, wovon 588 für e-codices von über hundert Spezialisten neu erstellt wurden.

## Entstehung
Ab 2002 entwickelte Christoph Flüeler den Plan für eine Online-Sammlung von Handschriften in der Schweiz. An der Entwicklung dieses Projekts war die Universität zu Köln nicht unwesentlich mitbeteiligt. Das Pionierprojekt Codices electronici ecclesiae Coloniensis (CEEC) von Manfred Thaller schlug Wellen. Die Dom- und Diözesanbibliothek Köln war weltweit die erste Handschriftenbibliothek, von der alle mittelalterlichen Handschriften vollständig digitalisiert und online frei zugänglich erschlossen waren. Damals waren Bedenken gegenüber der Digitalisierung und Speicherung von historischen Dokumenten verbreitet. In der Schweiz gab es 2002 noch keine digitale Bibliothek. Das Interesse daran kam erst später. Durch die Ankündigung von Google im Jahr 2004, massenweise Bücher zu digitalisieren (heute Google Books), und die Reaktion darauf aus Frankreich und in der Folge weiterer Staaten der EU mit der Lancierung einer europäischen Variante (heute Europeana) wuchs der Druck auf die Handschriftensammlungen in der Schweiz. Im Jahr 2007 schloss sich die Kantons- und Universitätsbibliothek Lausanne als erste öffentliche Bibliothek der Schweiz dem Google-Projekt an.
Da der Schweizerische Nationalfonds 2003 noch keine «Datenbanken» unterstützte und der Begriff der «Digital Humanities» erst zögerlich in der akademischen Welt ankam, mussten andere Förderquellen erschlossen werden. Der an der Universität Köln lehrende Fachmann für Digitalisierung und Langzeitarchivierung von historischen Dokumenten, Manfred Thaller, unterstützte die schweizerische Projektidee mit einem entscheidenden Schreiben im August 2003 und stellte die notwendige Software kostenlos zur Verfügung. Dank dieser Unterstützung startete Gründer und Projektleiter Flüeler zusammen mit Ernst Tremp, dem damaligen Stiftsbibliothekar von St. Gallen, die Digitalisierung einiger mittelalterlicher Handschriften der Stiftsbibliothek als Pilotprojekt. Seit 2007 werden mit finanzieller Unterstützung der Loterie Romande Handschriften der Biblioteca Bodmeriana in Cologny durch e-codices digital erschlossen. Dank der Zusammenarbeit mit der Elektronischen Bibliothek Schweiz kamen bis Ende 2011 weitere hundert Handschriften aus verschiedenen Schweizer Bibliotheken dazu. Die Andrew W. Mellon Foundation finanzierte die Digitalisierung von weiteren 355 Handschriften, die aus der Zeit vor dem Jahr 1000 datieren und der Stiftsbibliothek St. Gallen gehören. Die Stavros Niarchos Foundation förderte das Teilprojekt Greek Sources in Swiss Libraries, wodurch sich der Bestand von e-codies um weitere 40 Handschriften verschiedener Schweizer Bibliotheken erweiterte, darunter der Stiftsbibliothek St. Gallen, der Stiftsbibliothek Einsiedeln, der Bibliothèque de Genève, der Fondation Martin Bodmer in Cologny und der Burgerbibliothek Bern.
Als Christoph Flüeler sein Projekt einer virtuellen Handschriftenbibliothek in der Schweiz in Angriff nahm, betrat er in mehrfacher Hinsicht Neuland. Bisher waren die historischen Handschriften gut gehütet und ihr Zugang nur wenigen Gelehrten vorbehalten. Mit der digitalen Veröffentlichung im Internet weitete sich das Publikum auf weitere Forschende und auf interessierte Laien aus. Diese Öffnung weckte auch Ängste.
Anfangs 21. Jahrhundert schienen die Ziele für eine virtuelle Bibliothek, die bibliothekarischen und wissenschaftlichen Ansprüchen genügen sollte, fast unerreichbar. Es gab in der Schweiz noch keine Infrastrukturen für derartige Bibliotheken; sie mussten erst erschaffen und Standards entwickelt werden.